# Rafailivka, Antrațît
Rafailivka (în ucraineană Рафайлівка) este localitatea de reședință a comunei Rafailivka din raionul Antrațît, regiunea Luhansk, Ucraina.

## Demografie
Componența lingvistică a localității Rafailivka
     Ucraineană (77,17%)
     Rusă (22,83%)
Conform recensământului din 2001, majoritatea populației localității Rafailivka era vorbitoare de ucraineană (77,17%), existând în minoritate și vorbitori de rusă (22,83%).